# I due misantropi
I due misantropi è un film del 1937 diretto da Amleto Palermi, che definiva la sua opera "farsa all'antica". Il film è stato girato negli stabilimenti di Cinecittà, Caesar e Cines.

## Trama
All'inizio del 1900, i due cugini, Damiano e Camillo Bertelet, vivono in solitudine nella loro casa; uno ossessionato dall'ordine e dagli orologi, l'altro invece, trasandato ed apatico, incapace di dimenticare una delusione amorosa. Tutto cambia con l'arrivo di Betty che vuole sfuggire alle costrizioni di un tutore che vede di malocchio la passione della ragazza per il teatro. Damiano è fidanzato con una dirimpettaia, afflitta da una madre bisbetica che non capisce l'intrusione di Betty. Un'ipotetica malattia infettiva e vari malintesi complicano la situazione finché tutto si risolverà con il doppio matrimonio dei due Bertelet che perdono la proverbiale scontrosità e trovano l'amore.

## Critica
- "Ma tutto poteva riuscire in una comicissima farsa alla Lubitsch, solo che Palermi avesse continuato nel tono iniziale e tutti i particolari fossero stati curati così come è curata l'ambientazione. Tuttavia è un film piacevole e che nelle serie ormai numerose dei film comico-sentimentali, ha un posto a sé." (Vice, Cine Magazzino, n°30, 25 settembre 1937)
- "L'errore di questo film consiste nell'essere tutto nelle premesse: al momento in cui [...] dovrebbe incominciare, una dissolvenza fa passare il tempo ed eccoci di colpo alle conclusioni. Errore, quindi, più che di sceneggiatura, di distribuzione della materia. ad ogni modo, una farsa di buon gusto, con un certo senso di ricostruzione ambientale, un certo spirito del tempo. Il principio del secolo è dato qui non solo attraverso i costumi (di Gino Carlo Sensani) ma anche attraverso l'atmosfera, e in taluni momenti è dato con reale umorismo. Buona, caricata intenzionalmente ma con garbo, la recitazione di tutti gli attori. Eccellente la fotografia di Brizzi." (Anonimo, Bianco e Nero, 31 ottobre 1937)